# مؤشر المجتمع المستدام
يوضح مؤشر المجتمع المستدام ( SSI ) مستوى الاستدامة في 213 دولة شملها التقييم. وهو يوضح بطريقة بسيطة المسافة إلى الاستدامة الكاملة لكل من المؤشرات الـ 21 التي تشكّل أساس مؤشر الاستقرار الاجتماعي. يُستخدم مؤشر الاستدامة الاجتماعي لرصد تقدم بلدٍ ما في طريقه إلى الاستدامة، ولتحديد أولويات السياسات فيما يتعلق بالاستدامة، ولإجراء مقارنات بين البلدان عند تقييم المخاطر المؤسسية، ولأغراض التعليم، وللمزيد من البحث والتطوير.

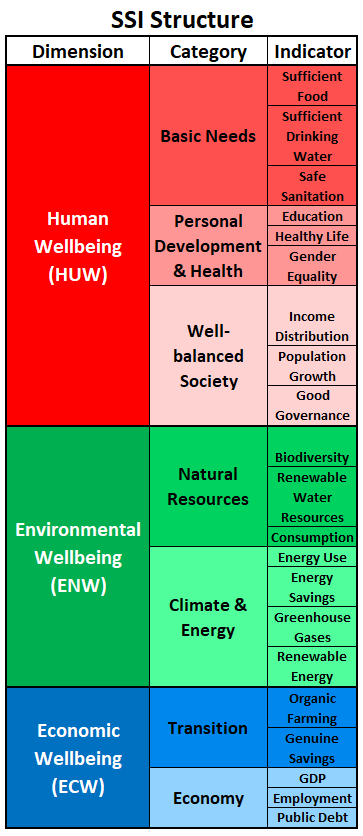
أبعاد وفئات ومؤشرات مؤشر المجتمع المستدام

## التنمية
طوّرت مؤسسة المجتمع المستدام الهولندية مؤشر المجتمع المستدام بهدف توفير أداة شفافة وسهلة لقياس مدى استدامة المجتمع لعامة الناس، وكذلك السياسيين والسلطات. يعتمد مؤشر الاستقرار الاجتماعي على تعريف برونتلاند، ويتضمن 21 مؤشرًا. ويمكن تصنيفها إلى سبع فئات وثلاثة أبعاد للرفاهية. في عام 2020، استحوذت جامعة كولونيا للعلوم التطبيقية على إنتاج وتطوير المؤشر.
تنشر بيانات مؤشر المجتمع المستدام نصف سنوياً. تظهر كافة البيانات نفس التاريخ، عادةً يكون قبل عامين من تاريخ نشر الإصدار. يشمل الإصدار الأخير (2018) بيانات الاستدامة لعام 2016.

## النتيجة النهائية الثلاثية
يعد مؤشر المجتمع المستدام أحد المؤشرات القليلة جدًا التي تشمل أبعاد الرفاهية الثلاثة: الرفاهية البشرية والبيئية والاقتصادية. وعلى هذا النحو فإنها تعكس نهجًا ثلاثي الأبعاد للاستدامة.

## إصدار 2022
يغطي إصدار 2022 من مؤشر الأمن الغذائي البيانات من عام 2000 إلى عام 2020. من الممكن إجراء تحليلات السلاسل الزمنية على مدى الفترة من عام 2000 إلى عام 2018. البيانات الخاصة بعامي 2019 و2020 متاحة بقدر ما قدمها مقدمو الخدمة بالفعل.

## إصدار 2018
أظهر إصدار عام 2018 من مؤشر الاستدامة أن العالم متأخر في تحقيق الاستدامة في كل من الأبعاد الثلاثة. وعلى وجه الخصوص، توصل المؤشر إلى النتائج التالية:
- على مقياس الاستدامة الذي يتراوح من 1 (الأضعف) إلى 10 (الأقوى)، فإن البعد الذي يمثّل الاستدامة الاجتماعية العالمية، وهو الرفاهة البشرية، يحصل على أعلى الدرجات، في حين يتخلف عنه البعد الذي يمثل الرفاهة البيئية والاقتصادية.
- على كافة الأبعاد، يحرز الوفاء العالمي بالاحتياجات الأساسية أعلى الدرجات (8)، في حين تحرز حماية المناخ والانتقال إلى نمط اقتصادي مستدام أدنى الدرجات (<5).
- خلال الفترة المشمولة بالتقرير 2006-2018، أظهر بُعد الرفاهية البشرية فقط تحسنًا مستمرًا
- تؤكد نتائج عام 2018 أن الاستدامة الاقتصادية والاجتماعية يصعب دمجها مع الاستدامة البيئية
- الارتباط السلبي بين الدخل والاستدامة البيئية هو الأقوى في الولايات المتحدة ومنطقة جنوب الصحراء الكبرى في أفريقيا، في حين أن أوروبا وآسيا الوسطى لا تتوافق مع هذا النمط.

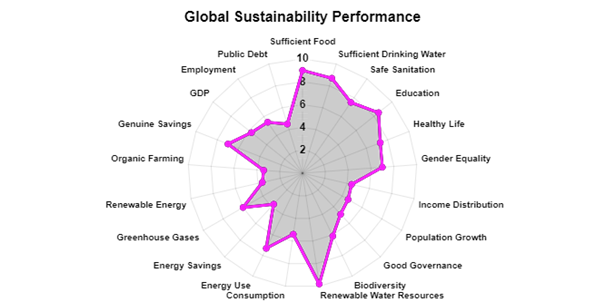
أداء الاستدامة العالمي

## روابط خارجية
- جيرت فان دي كيرك وآرثر مانويل، مؤشر شامل لمجتمع مستدام: مؤشر المجتمع المستدام. الاقتصاد البيئي، المجلد (2008) 66(2-3)، الصفحات 228-242
- مؤشر المجتمع المستدام